# Bigotites
Bigotites – rodzaj głowonogów z wymarłej podgromady amonitów.
Żył w okresie jury (bajos).